# Manuel Ordas
Pour les articles homonymes, voir Ordas (homonymie).
Pas d'image ? Cliquez ici

a Compétitions nationales et continentales officielles uniquement.

b Matchs officiels uniquement.
Dernière mise à jour le 6 août 2022.
Manuel Ordas, né le 21 février 1998 à Bayonne (France), est un joueur international espagnol de rugby à XV. Il joue au poste de demi d'ouverture.

## Biographie
Formé à l'Anglet olympique où il commence le rugby à l'âge de cinq ans, il rejoint l'Aviron bayonnais en cadets, en 2014. Il suit toute sa formation chez les équipes jeunes de l'Aviron bayonnais puis dispute son premier match avec les professionnels le 26 novembre 2017 au stade Guy-Boniface face à Stade montois. En 2019, il dispute les phases finales de Pro D2 et dans la foulée, le club annonce sa prolongation jusqu'en 2022.
En février 2021, en vertu de ses origines espagnoles, il est sélectionné pour la première fois avec l'équipe d'Espagne. Il connaît sa première sélection le 7 février 2021, à l'occasion d'un match contre l'équipe du Portugal à Madrid.
En juin 2022, il n'est pas conservé par Bayonne, et quitte le club après 55 matchs joués.

## Palmarès

### Avec l'Aviron bayonnais
- Championnat de France de Pro D2 :
  - Champion (2) : 2019 et 2022